# Edison Rijna
Edison Rijna (Bonaire, 7 juli 1967) is een Bonairiaans politicus en diplomaat. Van 2014 tot 2023 was hij gezaghebber van Bonaire. Daarna werd hij speciaal gezant  voor de drie ‘bijzondere’ gemeenten in de Cariben bij de EU, de VN en 
Latijns-Amerika. 

## Biografie
Rijna is geboren op Bonaire. Na zijn middelbareschooltijd, ging hij naar Nederland voor studie. Daarna woonde hij langere tijd op Curaçao. Vanaf daar zette hij een afvalrecyclingsbedrijf op Bonaire op.
Hij woont weer op het eiland sinds hij benoemd is tot gezaghebber van Bonaire. Eerst was hij zes maanden lang waarnemend gezaghebber en sinds 22 augustus 2014 dient hij voor een termijn van zes jaar als gezaghebber. In 2020 werd zijn ambtstermijn verlengd.
Hij volgde Lydia Emerencia op die op het politiek onrustige Bonaire moest vertrekken na een motie van wantrouwen. Zelf is hij niet bang weggestemd te worden. Bij zijn benoeming zei hij hierover: "Ik heb niets te verliezen. Ik ben gekomen om het eiland beter te maken. Als ik moeilijke beslissingen moet nemen en daarna naar huis moet, dan is dat een politieke consequentie waar ik als persoon achter sta."
Met ingang van 18 april 2023 stopt Rijna als gezaghebber van Bonaire. Met ingang van die datum start hij als speciaal gezant voor Caribisch Nederland voor EU-fondsen, VN-fondsen en economische betrekkingen met Latijns-Amerika.

## Onderzoek
De gezaghebber staat boven de partijen en neemt in politieke kwesties zoveel mogelijk een neutrale positie in.  Dat geldt ook voor de verlening van vergunningen en de vaststelling van bestemmingsplannen, zo heeft de Tweede Kamer op 7 juli 2022 uitdrukkelijk vastgesteld. Aanleiding was een politiek conflict op Bonaire, waar de bouwvergunning voor het Sunset Beach Resort door gezaghebber Edison Rijna binnen het bestuurscollege was doorgedrukt.
Het onderzoeksplatform Follow the Money dook in de zaak en concludeerde in oktober 2022, dat vooral Nederlandse bouwbedrijven de Bonairiaanse kust illegaal volbouwen, en daarbij door het bestuur worden gedekt. De Eilandsraad stelde op 11 oktober 2022 een eigen onderzoek in, waarna gezaghebber Rijna vakantie nam om de onderzoekers de ruimte te geven.